# 官庄花猪
官庄花猪是主产于福建省上杭县官庄畲族乡的家猪品种，目前已处于极度濒危状况。
官庄花猪由广东南口花猪与官庄乡本地的小型花猪经多年杂交选育而成，属小型早熟脂肪型品种。体型较小，耳中等大小。官庄花猪头部和臀部均为黑色，其余部分为白色，俗称“两头乌”。该猪抗病力强，耐粗饲，易肥早熟，肉质鲜嫩。
1982年，官庄畲族乡官庄花猪存栏有5万头以上，可繁母猪3000头。80年代之后，官庄花猪开始减少。1985年，官庄花猪被列入《福建省家畜家禽品种志和图谱》。1987年，福建省标准化计量局颁发为省地方品种标准。2001年纯种可繁母猪存栏300多头。2002年10月，福建省农业厅将官庄花猪列为“濒危灭绝的品种”。2004年，官庄花猪可配种公猪仅存2头。